# Ridley Racing Team
Ridley Racing Team is een Belgische wielerploeg, gespecialiseerd in het veldrijden en off-road evenementen. Het team heeft een classificatie als UCI Cyclocross Team.

## Geschiedenis
De ploeg werd in 2024 opgericht met als doel opleidingsploeg te worden met een zeer sterke focus op off-road specialisaties zoals veldrijden, mountainbike en gravel. De eerste ploeg bestond uit veldrijders Joris Nieuwenhuis, Felipe Orts, Daan Soete en Lore Sas. Daarnaast was er ook nog de Australische Nicole Frain die voornamelijk gravelwedstrijd reed. Rik Verbrugghe werd voorgesteld als manager van de ploeg met naast hem Bob De Cnodder en Richard Groenendaal. In februari 2025 tekende ook Aaron Van der Beken nog bij de ploeg.

## Ploegnamen
| Jaar  | Naam               | UCI-code |
| ----- | ------------------ | -------- |
| 2024- | Ridley Racing Team | RRT      |

## Renners
| Huidige Joris Nieuwenhuis Felipe Orts Daan Soete Lore Sas Aaron Van der Beken Nicole Frain |